# Sant Agustí de Lluçanès
Sant Agustí de Lluçanès è un comune spagnolo di 105 abitanti situato nella comunità autonoma della Catalogna.